# أولاد عدو (السڭامنة)
أولاد عدو هي إحدى مشيخات المملكة المغربية، تتبع جغرافيا لإقليم سطات وإداريًا لالسڭامنة. يقدر عدد سكانها بـ 4518 نسمة حسب الإحصاء الرسمي للسكان والسكنى لسنة 2004.